# Gimnastyka sportowa na Igrzyskach Śródziemnomorskich 1983
Zawody gimnastyczne na Igrzyskach Śródziemnomorskich 1983 odbyły się we wrześniu w Casablance.

## Tabela medalowa
| Poz. | Państwo    |    |    |    | Razem: |
| ---- | ---------- | -- | -- | -- | ------ |
| 1    | Francja    | 6  | 5  | 5  | 16     |
| 2    | Hiszpania  | 6  | 3  | 5  | 14     |
| 3    | Włochy     | 4  | 5  | 5  | 14     |
| 4    | Jugosławia | 0  | 1  | 0  | 1      |
| Poz. | Razem:     | 16 | 14 | 15 | 45     |

## Wyniki

### Mężczyźni
| konkurencja                 | złoto                                                 | złoto      | srebro                                               | srebro     | brąz                                                    | brąz       |
| --------------------------- | ----------------------------------------------------- | ---------- | ---------------------------------------------------- | ---------- | ------------------------------------------------------- | ---------- |
| Wielobój indywidualnie      | Diego Lazzarich · Włochy                              | 113.65 pkt | Jean-Luc Cairon · Francja                            | 113.30 pkt | Laurent Barbieri · Francja · Philippe Vatuone · Francja | 112.25 pkt |
| Ćwiczenia wolne             | Diego Lazzarich · Włochy                              | 19.30 pkt  | Philippe Vatuone · Francja                           | 19.15 pkt  | Vittorio Allievi · Włochy                               | 18.95 pkt  |
| Ćwiczenia na koniu z łękami | Jean-Luc Cairon · Francja · Vittorio Allievi · Włochy | 19.05 pkt  | ----                                                 |            | Michel Boutard · Francja                                | 18.55 pkt  |
| Ćwiczenia na kółkach        | Laurent Barbieri · Francja · Rocco Amboni · Włochy    | 18.95 pkt  | ----                                                 |            | Miguel Soler · Hiszpania                                | 18.85 pkt  |
| Skok                        | Laurent Barbieri · Francja                            | 19.275 pkt | Diego Lazzarich · Włochy                             | 19.225 pkt | Fernand Siscar · Hiszpania                              | 19.100 pkt |
| Ćwiczenia na poręczach      | Jean-Luc Cairon · Francja                             | 18.70 pkt  | Branislav Tripkovic · Jugosławia                     | 18.45 pkt  | Stephan Lorenzi · Francja                               | 18.35 pkt  |
| Ćwiczenia na drążku         | Philippe Vatuone · Francja                            | 19.70 pkt  | Jean-Luc Cairon · Francja · Diego Lazzarich · Włochy | 19.25 pkt  | ----                                                    |            |
| Wielobój drużynowo          | Francja ·                                             | 280.00 pkt | Włochy ·                                             | 279.45 pkt | Hiszpania ·                                             | 273.15 pkt |

### Kobiety
| konkurencja                 | złoto                      | złoto      | srebro                                             | srebro     | brąz                                                                                   | brąz       |
| --------------------------- | -------------------------- | ---------- | -------------------------------------------------- | ---------- | -------------------------------------------------------------------------------------- | ---------- |
| Wielobój indywidualnie      | Laura Munoz · Hiszpania    | 76.00 pkt  | Margot Estevez · Hiszpania                         | 75.90 pkt  | Irène Martinez · Hiszpania                                                             | 75.55 pkt  |
| Ćwiczenia wolne             | Margot Estevez · Hiszpania | 19.10 pkt  | Irène Martinez · Hiszpania                         | 18.95 pkt  | Patrizia Luconi · Włochy                                                               | 18.90 pkt  |
| Ćwiczenia na koniu z łękami | Ana Manso · Hiszpania      | 19.20 pkt  | Patrizia Luconi · Włochy                           | 19.075 pkt | Giulia Volpi · Włochy                                                                  | 19.050 pkt |
| Ćwiczenia na poręczach      | Irène Martinez · Hiszpania | 19.35 pkt  | Laura Munoz · Hiszpania · Laura Bortolaso · Włochy | 19.25 pkt  | ----                                                                                   |            |
| Równoważnia                 | Laura Munoz · Hiszpania    | 19.40 pkt  | Florence Laborderie · Francja                      | 18.65 pkt  | Margot Estevez · Hiszpania · Leonilde Iannuzzi · Włochy · Corinne Ragazzacci · Francja | 18.45 pkt  |
| Wielobój drużynowo          | Hiszpania ·                | 189.00 pkt | Francja ·                                          | 184.05 pkt | Włochy ·                                                                               | 183.65 pkt |